# Чорнобиль — Хроніка важких тижнів
«Чорнобиль — Хроніка важких тижнів» — український документальний фільм режисера Володимира Шевченка, зафільмований 1986 року.
Займає 49-50-у позицію у списку 100 найкращих фільмів в історії українського кіно.

## Фільмування
Багато фільмів створено вже через роки після вибуху четвертого блоку Чорнобильської АЕС та лише небагато людей були свідками самої трагедії.

Лише дві кіногрупи прорвалися через чиновницькі перешкоди, однією з них була команда режисера «Укркінохроніки» Володимира Шевченка. 14 травня 1986 року вони виїхали фільмувати на станцію і наступні сто днів провели поряд з пожежниками, енергетиками, військовими, дозиметристами і атомниками, що ліквідовували наслідки вибуху на ЧАЕС. Всі вони розуміли небезпеку, якій піддавалися. Хтось виконував наказ, хтось не мав вибору, але серед кінематографістів були тільки ті, хто приїхав сюди із власної волі. Більше того, Шевченко вів справжню облогу численних, але необхідних інстанцій, щоб потрапити в епіцентр катастрофи. Вже в лікарняній палаті, отримавши велику дозу радіації, режисер записав в щоденнику: 
|  | Якщо хтось скаже мені, що якби не ліз, був би з легенею, негайно відповім: краще без легені, ніж, як деякі, без честі. |

Фільмування велося безперервно в найнебезпечніших зонах, де під ногами ще диміли уламки графіту. Загалом було використано двадцять тисяч метрів плівки.[джерело?] Зняті з вертольота кадри над зруйнованим реактором були засвічені радіацією і плівку забракували. Але режисер вставив засвічені кадри у кінострічку і на екрані вони з'являються зі слідами ударів радіації.
Усе, що мало відношення до Чорнобиля, ретельно фільтрувалося владою: всі друкарські, аудіо-, фото- і відеоматеріали повинні були проходити спеціально створену Міжвідомчу групу експертів, в яку входили представники тридцяти трьох міністерств і відомств. Після цього свій дозвіл повинні були дати ЦК, Політбюро, Головліт і Держкіно. Звісно, держструктури розраховували на те, що радянські творці будуть прославляти героїчну працю ліквідаторів і своє керівництво, яке їх спрямовує на шлях подвигу. Режисер відстоював право на чесний погляд, тому що по відношенню до людей, що працювали і вмирали там, на ЧАЕС, інша позиція була б злочином. Внаслідок тривалої боротьби, фільм таки вийшов на екран, порізаний, але не фальшивий. І останній.
Творець кінопрецеденту, закупленого згодом 132 країнами світу, який одержав призи дев'яти міжнародних кінофестивалів і ввійшов до історії української та світової кінопубліцистики XX століття, Володимир Шевченко помер від спровокованого радіаційним опроміненням раку легенів на 58-му році життя 30 березня 1987 року у Києві буквально через місяць після прем'єри.
Глядачі «1+1» вперше побачили українську версію стрічки, де дикторський текст українською мовою читає актор Андрій Поддубинський.

## Відзнаки
- 1986 — Золота медаль імені О. Довженка (Москва)
- 1987 — Почесний золотий приз і диплом XV міжнародного кінофестивалю (Москва)
- 1987 — Приз «Чорна перлина Середземномор'я» міжнародного кінофестивалю на острові Пантеллерія (Італія)
- 1987 — Спеціальний приз міжнародного кінофестивалю документальних фільмів у Кракові (Польща)
- 1987 — Спеціальний приз XX Всесоюзного кінофестивалю «За самовідданість» В. Шевченку (Тбілісі)
- 1988 — Державна премія СРСР: В. Шевченку (посмертно), В. Кріпченку, В. Таранченку
- 1989 — кінопремія «Ніка» за найкращу операторську роботу в документальному кіно: В. Шевченку (посмертно), В. Кріпченку, В. Таранченку[2]

Окрім того, 1987 року Міжнародна асоціація наукового кіно встановила Приз імені Володимира Шевченка.
В 1991 році фільм віднесено до унікальних кінодокументів національного архівного фонду України та передано на зберігання до Центрального державного кінофотофоноархіву України ім. Г. С. Пшеничного